# Zwarte buizerd
De zwarte buizerd (Buteogallus anthracinus) is een roofvogel uit de familie van de Accipitridae (havikachtigen).

## Verspreiding en leefgebied
Deze soort komt voor van de zuidwestelijke Verenigde Staten tot noordwestelijk Zuid-Amerika en telt vijf ondersoorten:
- B. a. anthracinus: van de zuidwestelijke Verenigde Staten tot noordelijk Zuid-Amerika.
- B. a. utilensis: de eilanden in de Golf van Honduras.
- B. a. rhizophorae: de Pacifische kusten van El Salvador en Honduras.
- B. a. bangsi: de Pacifische kusten van Costa Rica en Panama.
- B. a. subtilis: de Pacifische kusten van Colombia, Ecuador en noordelijk Peru.

## Status
De grootte van de populatie is in 2019 geschat op twee miljoen volwassen vogels. Op de Rode lijst van de IUCN heeft deze soort de status niet bedreigd.